# 江佩珍 (艺人)
江佩珍（1981年12月1日—），又稱“小珍”，是台灣組合閃亮三姊妹的成員，其餘兩位成員為其姐妹江佩（大姊）及江珮瑩（小妹）。由於從小喜愛舞蹈，直到閃亮三姊妹出道後前期的舞蹈都由她編舞，可見她對舞蹈的熱誠。
江珮瑩2018年11月24日順利連任桃園市平鎮區平南里里長、完成父親江萬源服務選民的遺願。

## 作品

### 戲劇
- 台視、東森綜合台《求婚事務所》（2003）
- 華視《華視有夠讚》（2005）
- 三立《大雄醫師家》（2005）
- 民視《夫妻天註定》（2006）
- 中視、八大綜合台《惡作劇二吻》（2007）
- 三立臺灣台《鳥來伯與十三姨－幸福白馬里》（2008）
- 愛奇藝、八大戲劇台《不良執念清除師》（2023）
- 華視、公視台語台《成功路上》（2025）

### 電影
- 黑狗來了（2003）
- 搞鬼（2003）

### 廣告
- 傳奇online（2002）
- 惠泉啤酒（2004）
- 永安雪森林（2005）

### 專輯（閃亮三姊妹）
| 專輯名稱     | 發行日期       | 發行公司 |
| ------------ | -------------- | -------- |
| 閃亮三姊妹   | 2003年5月31日  | 華特音樂 |
| 快來快來約我 | 2003年12月31日 | 華特音樂 |
| 羅密歐的世界 | 2005年3月4日   | 華特音樂 |
| 老娘就是我   | 2006年11月24日 | 乾坤唱片 |
| 閃亮舞台     | 2008年3月13日  | 乾坤唱片 |
| 愛ㄟ世界     | 2009年7月8日   | 乾坤唱片 |
| 紅色高跟鞋   | 2010年8月7日   | 乾坤唱片 |
| 閃亮2013新曲 | 2013年1月29日  | 乾坤唱片 |